# Hamnås
Hamnås is een plaats in de Noorse gemeente Indre Østfold, fylke Østfold. Hamnås telt 211 inwoners (2007) en heeft een oppervlakte van 0,29 km².